# Явка с повинной
Я́вка с пови́нной — добровольное личное обращение (явка) лица, совершившего преступление, с заявлением о совершении преступления органу дознания, следователю, прокурору или суду (судье) и с намерением передать себя в руки правосудия до привлечения в качестве обвиняемого или подозреваемого.
Явка с повинной — одна из форм деятельного раскаяния, обстоятельство, смягчающее ответственность или освобождающее (при наличии указанных в законе условий) от неё.

## Российская Федерация
В России (в связи с противоречиями судебной практики о явке с повинной) важными являются указания Пленума Верховного суда РФ.